# Francuskie powstanie narodowowyzwoleńcze
Francuskie powstanie narodowowyzwoleńcze (zwane także II bitwą o Francję, II kampanią francuską, francuskim powstaniem narodowym, francuskim powstaniem powszechnym i Wyzwoleniem Francji) – okres intensywnych walk pomiędzy francuskim ruchem oporu wspieranym przez wojska koalicji antyhitlerowskiej, a siłami Osi po rozpoczęciu operacji Overlord na terenie Francji.

## Przygotowanie do antynazistowskiego powstania
Po upadku III Republiki i podziale kraju na terenie całej Francji z inicjatyw różnych środowisk zaczął powstawać Ruch Oporu. W Wielkiej Brytanii generał de Gaulle utworzył Komitet Wolnej Francji razem z jednostkami wojskowymi kontynuującymi walkę poza Europą. Wraz z zaostrzeniem się terroru okupacyjnego szeregi sympatyków i bojowników zaczęły wzrastać, m.in. ze względu na wywózki młodych ludzi na roboty przymusowe do Rzeszy w 1942 zaczął się tworzyć ruch partyzancki (maquis). W tym samym roku, dzięki działaniom delegata Wolnej Francji Jeana Moulin’a, rozpoczął się trwający do 1944 proces zjednoczenia Ruch Oporu.
Siły Wolnych Francuzów już we wrześniu 1940 przejęły kontrolę nad Francuską Afryką Równikową i koloniami nad Oceanem Spokojnym (oprócz Indochin Francuskich), zaś w roku 1942 wyzwolono Madagaskar, Syrię i Liban, Francuską Afrykę Zachodnią i Algierię Francuską.
Między wrześniem a październikiem 1943 Francuska Armia Wyzwolenia (następczyni FFL), lokalny Ruch Oporu oraz włoskie jednostki alianckie wyzwoliły Korsykę.

## Powstanie we Francji kontynentalnej

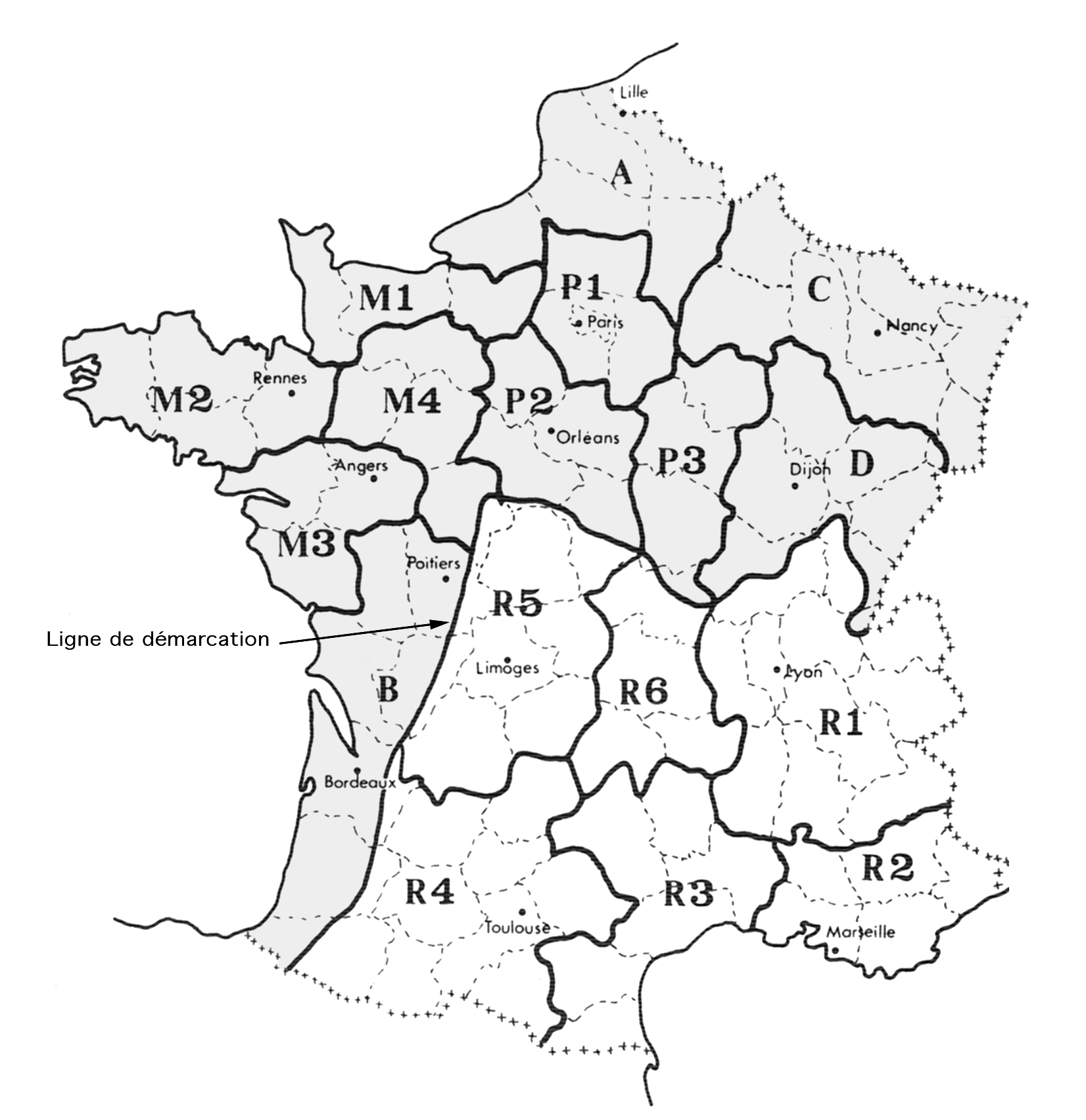
Regiony FFI w 1944. W strefie południowej wszystkie regiony oznaczono literą „R” i kolejnymi cyframi. W strefie północnej są to litery „A”, „B”, „C”, „D”, „M” i „P”, cyfra po literze oznacza podregion

1 lutego 1944 powstały Francuskie Siły Wewnętrzne – organizacja łącząca wszystkie stronnictwa ruchu oporu. Powstanie jednolitej organizacji, zwiększenie dostaw uzbrojenia, terror okupantów i kolaborantów oraz wizja zbliżającego się wyzwolenia umocniły Ruch Oporu. W regionach „A”, „C”, „B” i „P” (oprócz podregionu „P1”) rozwinięto działania sabotażowe, zaś w regionach „D”, „R1”, „R2”, „R3”, „R4”, „R5”, „R6” i podregionie „P1” postawiono na działalność maquis. Powstały partyzanckie reduty Masywu Centralnego, Reduta Alpejska, Reduta Pirenejska, Reduta Środkowo-Wschodnia (Jura-Wogezy-Morvan) oraz większe strefy maquis w Bretanii, Wandei, Charente, Normandii i Ardenach. Jeszcze przed wybuchem powstania FFI zdążyły stoczyć kilka bitew partyzanckich, z których największa miała miejsce na płaskowyżu Glières (z 465 partyzantów 155 zginęło, 50 zostało rannych a 160 dostało się do niewoli). W pierwszym półroczu 1944 RAF i USAF przerzuciły do okupowanej Francji 3627 ton zaopatrzenia wojskowego (łącznie SOE przekazało Ruchowi Oporu w czasie wojny ok. 10 tys. ton zaopatrzenia, Jugosławii 76 tys. a Polsce 596 ton).

Flaga Wolnej Republiki Vercors

Nocą z 5 na 6 czerwca 1944 Radio BBC nadało komunikat „Alpejska kozica skacze”. Był to sygnał dla FFI do rozpoczęcia mobilizacji i przygotowań do powstania, które rozpoczęło się wraz z początkiem alianckiej inwazji na Europę. W tym czasie w opanowaniu plaż Normandii brały udział francuska flota, lotnictwo i 1 Batalion Komandosów Piechoty Morskiej, a do Bretanii przerzucono francuskich komandosów z SAS. Po wybuchu powstania siły FFI nasiliły działalność partyzancką i sabotażową wykonując w samym czerwcu 2731 akcji kolejowych – zgodnie z ustaleniami działania te były w strefie północnej skoordynowane z lotnictwem alianckim, a w strefie południowej prowadzone samodzielnie. Głównym zadaniem FFI było sparaliżowanie działań wojsk niemieckich oraz uniemożliwienie ich koncentracji i przerzutu do Normandii.
Mimo zabiegów gen. Marie-Pierre Kœnig'a mających na celu ograniczyć mobilizację ze względu na powolne przesuwanie się frontu normandzkiego Francuskie Siły Wewnętrzne podjęły już w czerwcu  akcje samodzielnego wyzwolenia kraju. Opanowywanie miast i miasteczek z powodu nieskoordynowania działań na szerszą skalę  było nietrwałe, najczęściej kończyło się wycofaniem się maquis ponownie w góry oraz represjami wobec ludności cywilnej jak miało to miejsce w Tulle. Najbardziej znane zbrodnie w pierwszym miesiącu powstania popełniła 2 Dywizja Pancerna SS „Das Reich”, m.in. masakrę w Oradour-sur-Glane (akcja pacyfikacyjna popełniona w ramach represji za domniemaną śmierć porwanego przez partyzantów SS-Stubaf Helmuta Kämpfe, w rzeczywistości rozstrzelanego w zemście przez maquis po masakrze w Oradour-sur-Glane i Combeauvert).
Największa bitwa partyzancka w okupowanej Francji miała miejsce na Vercors, gdzie maquis stworzyli wolną od okupacji republikę. Kraj partyzancki został brutalnie spacyfikowany przez siły niemieckie (m.in. spadochroniarzy) i Vichy, którzy dokonali brutalnej pacyfikacji mordując jeńców i ludność cywilną oraz paląc wioski. Z 4000-5000 maquis zginęło lub zostało zamordowanych 750. Jednym z celów FFI było wyzwolenie przede wszystkim większych miast celem uchronienia ludności przed terrorem oraz alianckimi bombardowaniami.
15 sierpnia 1944 w Prowansji wylądował aliancki desant mający na celu odciążenie wojsk walczących na północy. W jego skład wchodziła m.in. Armia B regularnej Francuskiej Armii Wyzwolenia. Druga w tym roku operacja desantowa przyczyniła się do jeszcze większego napływu ochotników do FFI liczących w tym czasie 400-500 tys. ludzi oraz złamania morale Wehrmachtu, który rozpoczął proces wycofywania swoich wojsk z Francji. Umożliwiło to Ruchowi Oporu całkowite wyzwolenie danych obszarów, które nie udało się w czerwcu, po wybuchu powstania. Najbardziej priorytetowo traktowano stolicę kraju – Paryż. Już w pierwszej połowie sierpnia wybuchła tam fala strajków zakończona strajkiem generalnym wszystkich zawodów (w tym Policji Narodowej i Żandarmerii Narodowej). 19 sierpnia 1944 komendant podregionu ppłk Henriego Tanguya ps. „Rol” ogłosił insurekcję, a bojownicy FFI zaatakowali główne punkty niemieckiego oporu i rozpoczęli budowę barykad na ulicach miasta. Przewodniczący Rządu Tymczasowego, konserwatysta Charles de Gaulle, odniósł się krytycznie do insurekcji, gdyż większość FFI stanowiły organizacje lewicowe, w tym FTP związani z ruchem komunistycznym (sam „Rol” był działaczem PCF i wywodził się z FTP). Ostatecznie de Gaulle wymusił na Amerykanach pomoc dla walczącej stolicy. 24 sierpnia do miasta weszła francuska 2 Dywizja Pancerna, która wylądowała w Normandii 1 sierpnia 1944. Następnego dnia z dodatkowym wsparciem przybyła amerykańska 4 Dywizja Piechoty. Komendant Twierdzy Paryż gen. Dietrich von Choltitz nie chcąc wykonywać rozkazu Hitlera o całkowitym zniszczeniu miasta poddał je Francuzom i Amerykanom (siły policji i bezpieczeństwa opuściły miasto 18 sierpnia). Jest to najbardziej znany epizod powstania narodowowyzwoleńczego.
Podobnie jak Paryż wiele innych miast, takich jak Marsylia, Dijon czy Caen, zostało wyzwolonych przy współpracy FFI z wojskami alianckimi. Spory obszar kraju został jednak wyzwolony przez FFI samodzielnie, m.in. miasta takie jak Annecy, Morlaix i Bourges. Na wszystkich terenach wyzwolonych wprowadzano władzę Rządu Tymczasowego.

## Zakończenie i bilans powstania
We wrześniu 1944 wyzwolony został praktycznie cały obszar Francji kontynentalnej w związku z czym rozwiązano Francuskie Siły Wewnętrzne (ok. 114-137 tys. byłych bojowników wstąpiło do wojsk regularnych). Działania FFI, które straciły 14-20 tys. (z czego ok. 3000 zamordowanych przez okupanta w egzekucjach) w wyzwoleniu Francji gen. Dwight Eisenhower ocenił jako równoznaczne ze wsparciem piętnastu dywizji wojsk regularnych.
Pod władzą Rzeszy pozostały w dalszym ciągu anektowane Alzacja i Lotaryngia wyzwalane stopniowo do lutego 1945 (Strasbourg wyzwolono 23 listopada 1944 a Metz 13 grudnia 1944). W rejonie Wogezów funkcjonowało (rozwiązane w końcu listopada 1944) szefostwo sił bezpieczeństwa i policji na okupowaną Francję, m.in. Wyższy Dowódca SS i Policji SS-Ogruf Carl Oberg i dowódca Sipo-SD SS-Staf dr Helmut Knochen (po jego zdegradowaniu do SS-Schütze i skierowaniu do Waffen-SS stanowisko to objął SS-Ostubaf Friedrich Suhr). Najdłużej broniły się zorganizowane przez hitlerowców twierdze w portach Saint-Nazaire, La Rochelle, Lorient, Rochefort i Royan nad Atlantykiem oraz Dunkierka nad La Manche. Skapitulowały one dopiero wiosną 1945, niektóre jak Saint-Nazaire dopiero po kapitulacji III Rzeszy.